# 索舟蛾属
索舟蛾属为舟蛾科的一个属，主要分布於東洋界，但在華萊士線以東的蘇拉威西也有物種分布。本屬為中型舟蛾，前翅翠綠色，並夾有黑色橫帶，後翅則為棕色。

## 物种
- Somera brillians Gaede, 1930
- Somera virens Dierl, 1976
- 棕斑索舟蛾 Somera viridifusca Walker, 1855
- Somera viriviri Kobayashi, 2012